# Гешвенда
Гешвенда (нем. Geschwenda) — община в Германии, в земле Тюрингия. 
Входит в состав района Ильм. Подчиняется управлению Оберес Гераталь.  Население составляет 2114 человек (на 31 декабря 2010 года). Занимает площадь 5,88 км².

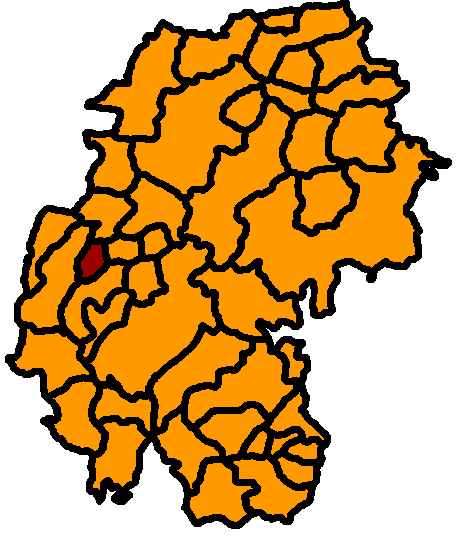
Гешвенда